# لونجويفيل (باد كاليه)
لونجويفيل، باد كاليه (بالفرنسية: Longueville, Pas-de-Calais)‏ هي بلدية تقع في إقليم باد كاليه من منطقة نور با دو كاليه في شمال فرنسا. تبلغ مساحة هذه المدينة 3.49 (كم²)، وترتفع عن سطح البحر 111 م، يبلغ عدد سكانها 147 نسمة حسب إحصاء المعهد الوطني للإحصاء والدراسات الاقتصادية سنة 2009 م. وترأس André Baheux البلدية خلال فترة (2008-2014).